# 1861 (film)
1861 è un cortometraggio muto del 1911. Il nome del regista non viene riportato nei crediti del film prodotto dalla Selig Polyscope.

## Produzione
Il film fu prodotto da William Nicholas Selig per la sua compagnia, la Selig Polyscope.

## Distribuzione
Distribuito dalla General Film Company, il film - un cortometraggio di una bobina - uscì nelle sale cinematografiche statunitensi il 30 marzo 1911.